# Clubul Sportiv Profesionist UM Timișoara
Il Clubul Sportiv Profesionist UM Timișoara è stata una società calcistica rumena con sede nella città di Timișoara. Fondata nel 1960, resta attiva fino al 2008, anno in cui si è sciolta.

## Storia
Fondato nel 1960, il club ha giocato le sue prime stagioni nei campionati provinciali. Al termine della stagione 1967-1968 viene promosso in Divizia C. Nella terza serie disputa due campionati, venendo successivamente promosso in Divizia B. Termina il campionato d'esordio in seconda serie all'ultimo posto venendo così retrocesso di nuovo in Divizia C . Ritorna nella serie superiore nella stagione 1973-74, terminata al terzo posto nel girone. Disputa dieci campionati consecutivi in Divizia B prima di essere di nuovo retrocesso e disputare otto campionati in Divizia C. Continua l'altalena tra B e C fino alla stagione 1998-99 quando con una doppia promozione passa dalla terza serie (al termine di un campionato vinto con 24 punti di distacco dalla seconda ) alla prima ed unica promozione in Divizia A.
Nel massimo livello disputa un'unica stagione con 15 punti all'attivo, ultima a 10 punti di distanza dalla penultima . Viene esclusa per motivi economici dal campionato successivo per non essersi presentata per due partite consecutive . Riparte dai campionati provinciali per sciogliersi definitivamente nel 2008.

## Stadio
Il club ha disputato le partite casalinghe nello stadio Stadionul UMT, impianto con una capienza di 10.000 posti che in passato aveva ospitato le partite del Ripensia Timișoara.

## Palmarès

### Competizioni nazionali
- Liga II: 1

2000-2001